# Урлета
Урлета (рум. Urleta) — село у повіті Прахова в Румунії. Входить до складу комуни Бенешть.
Село розташоване на відстані 75 км на північ від Бухареста, 24 км на північний захід від Плоєшті, 64 км на південь від Брашова.

## Населення
За даними перепису населення 2002 року у селі проживали 2472 особи, усі — румуни. Усі жителі села рідною мовою назвали румунську.